# Roshven
Roshven (Schots-Gaelisch: Rois-Bheinn) is een dorp in de Schotse lieutenancy Inverness in het raadsgebied Highland.

## Impressie van Roshven en omgeving

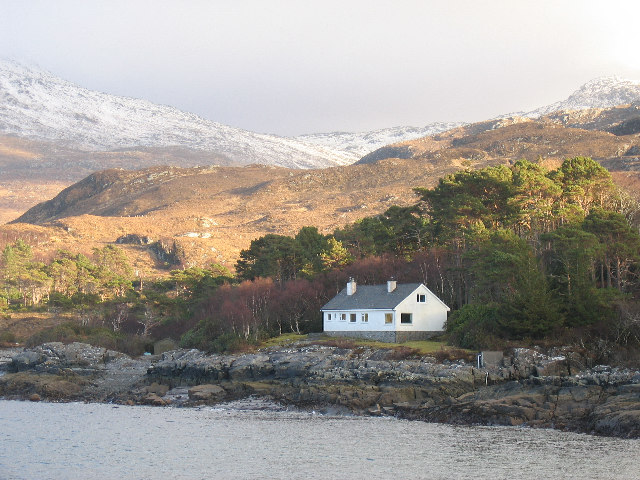
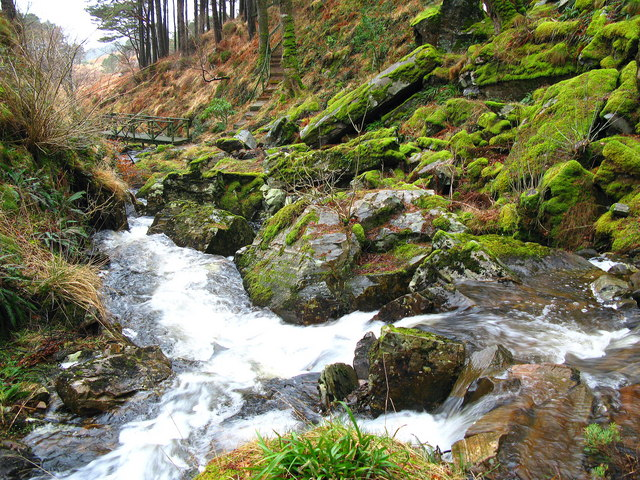
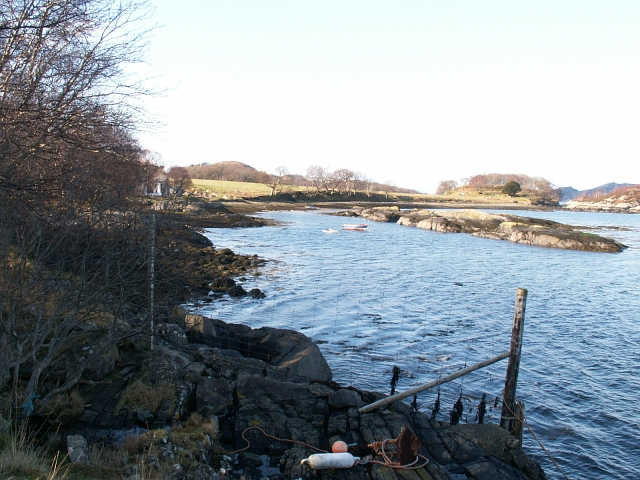
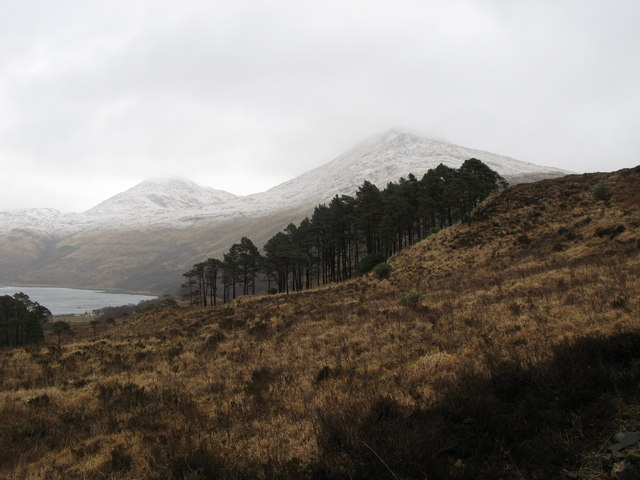
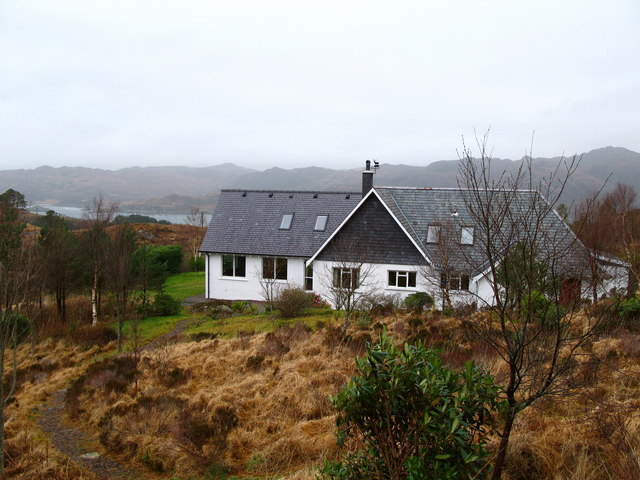